# Les Chères
Les Chères es una comuna francesa situada en el departamento de Ródano, de la región de Auvernia-Ródano-Alpes. Pertenece a la comunidad de comunas Beaujolais-Pierres Dorées.

## Geografía
Está situada a 15 kilómetros en el norte de Lyon. 

## Demografía
| 540 | 463 | 461 | 476 | 593 | 595 | 602 | 629 | 639 | 618 | 598 | 654 | 600 | 638 | 609 | 598 | 591 | 599 | 610 | 593 | 583 | 516 | 517 | 563 | 565 | 538 | 519 | 579 | 617 | 756 | 814 | 1 027 | 1 073 | 1 235 | 1 440 |
| Para los censos de 1962 a 1999 la población legal corresponde a la población sin duplicidades (Fuente: INSEE [Consultar]) |     |     |     |     |     |     |     |     |     |     |     |     |     |     |     |     |     |     |     |     |     |     |     |     |     |     |     |     |     |     |       |       |       |       |